# Genaro Berón de Astrada
Genaro Berón de Astrada (Corrientes, 19 settembre 1804 – Pago Largo, 31 marzo 1839) è stato un politico e militare argentino.
Fu governatore della provincia di Corrientes dal dicembre 1838 al 31 marzo 1839, giorno in cui fu ucciso nella battaglia di Pago Largo.

## Biografia
Intraprese la carriera militare nel 1826 arruolandosi nei granatieri. In seguito alla morte del governatore di Corrientes Rafael León de Atienza Berón de Astrada fu nominato successore ad interim di quest'ultimo. Il 15 gennaio fu nominato nuovo governatore provinciale correntino.
Con l'ascesa di Berón de Astrada si produsse un cambio drastico nella politica di Corrientes, fino ad allora allineata al partito Federale e al suo leader nazionale Juan Manuel de Rosas, caudillo della provincia di Buenos Aires. Il nuovo governatore infatti applicò la costituzione provinciale (redatta nel 1824) e dichiarò i porti della sua provincia aperti al commercio transatlantico. Berón de Astrada non solò entrò in contrasto con gli interessi economici di Buenos Aires, basati sulle entrate del porto, ma sfidò direttamente la supremazia politica di Rosas, che governava la Confederazione Argentina senza una costituzione. 
Le tensioni con il governo federale aumentarono quando la marina francese bloccò per rappresaglia il Río de la Plata, mettendo così in ginocchio l'economia di Buenos Aires. Dopo aver cercato invano un accordo con i francesi insieme alla provincia di Santa Fe, Berón de Astrada strinse un'alleanza anti-rosista con il leader colorado uruguaiano Fructuoso Rivera e con gli unitarios esiliati a Montevideo. Il 28 dicembre 1838 il governatore correntino, che già aveva ritirato a Rosas la delega alla Relazioni Estere della Confederazione, dichiarò guerra a Buenos Aires.
Nel marzo 1839, pressi della cittadina di Curuzú Cuatiá, nel sud della provincia di Corrientes, le forze di Berón de Astrada si scontrarono con quelle del caudillo entrerriano Pascual Echagüe. Durante la battaglia, che vide la morte dello stesso Berón de Astrada, le forze correntine furono completamente annientate dai nemici. 
I suoi resti riposano nella cattedrale di Corrientes.